# Gustav Schmidt (Politiker, 1898)

Gustav Schmidt

Gustav Schmidt (* 8. Oktober 1898 in Friedenthal; † 22. Oktober 1972 in Herrsching) war ein deutscher Politiker (NSDAP).

## Leben und Wirken
Schmidt besuchte die Volksschule und das Realgymnasium in Biedenkopf. Er bekam 1914 die Kriegsreifeprüfung und nahm ab 1914 als Freiwilliger am Ersten Weltkrieg teil. Er war im Feldartillerie-Regiment 51 sowohl an der West- als auch an der Ostfront eingesetzt. Nach seiner Rückkehr wurde er Betriebsleiter in einer Papierfabrik in Bad Nauheim. Ab 1919 betätigte er sich in verschiedenen völkischen und nationalsozialistischen Organisationen, später trat er der NSDAP bei. 
Im Januar 1931 wurde Schmidt zum SA-Führer und am 17. November 1932 zum SA-Standartenführer bei der SA-Gruppe-West ernannt. Bis zum 14. August 1933 war er Führer der SA-Standarte J11 der SA-Gruppe Hessen. Vom 15. August 1933 bis zum 9. Oktober 1933 war er Führer der SA-Brigade 46 (Hanau) und danach bis zum 14. August 1937 Führer der SA-Brigade 147 „Oberhessen“. Am 12. November 1933 wurde Schmidt als Abgeordneter der NSDAP für den Wahlkreis 33 (Hessen) in den nationalsozialistischen Reichstag gewählt. Er lebte damals in Bad Nauheim, Hermann-Göring-Straße 31. Am 20. April 1935 wurde er zum SA-Oberführer und genau ein Jahr später zum SA-Brigadeführer ernannt. Am 15. August 1937 wurde Schmidt in den Stab der Obersten SA-Führung (OSAF) kommandiert und danach wurde er bis zum 31. Oktober desselben Jahres mit der Wahrnehmung der Aufgaben eines Abteilungschefs im Rechtsamt der OSAF beauftragt. Am 1. November 1937 wurde er Abteilungschef im Gerichts- und Rechtsamt der OSAF. Von August 1939 bis September 1941 war Schmidt Soldat im Zweiten Weltkrieg. Ab 1943 leitete Schmidt eine Abteilung bei der OSAF.